# Gustave Solomon
Gustave Solomon (New York, 27 ottobre 1930 – Beverly Hills, 31 gennaio 1996) è stato un matematico e ingegnere statunitense. Sviluppò insieme a Irving S. Reed il codice Reed-Solomon, un metodo di codifica a correzione di errore in ambito digitale.

## Biografia
Solomon era noto soprattutto per aver sviluppato, insieme a Irving S. Reed , i codici algebrici di correzione e rilevamento degli errori denominati codici Reed-Solomon . Questi codici proteggono l'integrità delle informazioni digitali e hanno avuto un uso diffuso nell'archiviazione e nelle comunicazioni digitali moderne, dalle comunicazioni nello spazio profondo fino al compact disc audio digitale .
Solomon è stato anche uno dei co-creatori del polinomio Mattson–Solomon. Ha ricevuto l'IEEE Masaru Ibuka Award insieme a Irving Reed nel 1995.
Nei suoi ultimi anni, Solomon lavorò presso il Jet Propulsion Laboratory vicino a Pasadena, in California.